# خودمتناقض
در اصطلاحات فلسفی، نظریه خودمتناقض نظریه‌ای است که خود شامل حکمی که برای انکار درستی چیزی بکار برده شده‌است شود. اگر سقراط بگوید که همهٔ یونانی‌ها دروغ گو هستند، این سخن او خود متناقض است؛ چرا که خود او نیز یک یونانی است، پس دروغ می‌گوید که یونانی‌ها دروغ گو هستند.
مثال دیگر آن تفسیری از پلورالیسم حقانیت است که همه ادیان را حق می‌داند و ادعای ادیان را در انحصاری بودن حقیقت در دین خاص، نا حق می‌داند.